# Schuesselthalbaechel
Das Schuesselthalbaechel, auch Ruisseau de Rosteig genannt, ist ein etwa 5 km langer linker Zufluss der Moder im französischen Département Bas-Rhin.

## Geographie

### Verlauf
Das Schuesselthalbaechel entspringt in zwei Quellästen in den Nordvogesen. Der Ursprung des östlichen Quellastes liegt auf einer Höhe von etwa 300 m südöstlich von Soucht. Er zwängt sich zunächst in südlicher Richtung durch das enge Oberschuesselthal. Am Ausgang des Tales vereinigt er sich mit dem westlichen Zweig. Etwas später wird das nun vereinigte  Schuesselthalbaechel bei Rosteig, an dem es östlich vorbeifließt, von einem kleinen Mittelgebirgsbach gespeist. Der Bach passiert die Schleussmuehle und wendet sich dann nach Südwesten. Östlich von Hochberg fließt ihm auf seiner rechten Seite das Falkenthalbaechel zu. Das Schuesselthalbaechel erreicht nun Wingen-sur-Moder und mündet dort, östlich von drei kleinen Seen, auf einer Höhe von etwa 212 m in die Moder.

### Zuflüsse
- Falkenthalbaechel[3] (rechts), 1,8 km[4]